# Geertruidenberg
Geertruidenberg é um município dos Países Baixos, situado na província de Brabante do Norte. Tem 29,64 km² de área e sua população em 2020 foi estimada em 21.670 habitantes.